# Lietuvos Moterų Krepšinio Lyga
De Lietuvos Moterų Krepšinio Lyga (LMKL) is de hoogste damesbasketbalcompetitie in het basketbalsysteem van Litouwen en wordt georganiseerd door de Litouwse basketbalbond.
De Lietuvos Moterų Krepšinio Lyga werd in 1989 opgericht in opvolging van de competitie die in de SSR Litouwen werd gespeeld. Deze competitie verving in 1940 op zijn beurt de competitie die van 1924-1939 gespeeld werd in het onafhankelijke Litouwen voor de inname door de Sovjet-Unie. Momenteel bestaat de competitie uit acht clubs, die twee keer per jaar tegen elkaar uitkomen.